# Kaws (artiste)
Pour les articles homonymes, voir Kaws (homonymie).
Kaws (de son vrai nom Brian Donnelly) est un artiste new yorkais né en 1974 à Jersey City. Issu de la scène graffiti, il concilie les références aux icônes de la culture pop (les Simpson, les Schtroumpfs, Bob l'éponge), l'énergie frontale des peintres urbains (yeux en croix, crâne de pirate) et des moyens de production à grande échelle typiques du pop art. Ses personnages emblématiques (Chum, Accomplice, Companion) sont déclinés sous forme de jouets, de tee-shirts, de sérigraphies ou d'œuvres originales.

## Détournements de publicité
Brian Donnelly est diplômé de la School of Visual Arts en 1996.Il collabore quelque temps pour Disney, où il travaille en particulier sur les 101 Dalmatiens. Ce passage dans la vénérable maison est déterminant : on retrouvera le corps de Mickey sur les Companions, ainsi que les mains, typiques de Disney, sur plusieurs personnages. Quant à son style pictural, avec son trait très précis et ses couleurs en aplat, il rappelle clairement le style de Disney, ou tout au moins le monde de l’animation.
Kaws commence sa carrière en graffant son nom en lettres géantes sur les murs et les affiches de New York. Il ajoute parfois un dessin qui devient sa signature: le skully, crâne de pirate dont les os en croix sont raccourcis de manière à former des sortes d'oreilles. Kaws va ensuite se distinguer des nombreux grapheurs new yorkais en détournant des affiches publicitaires. La légende veut que ce soit un autre grapheur, Barry McGee, qui lui ait donné une clé pour ouvrir les panneaux publicitaires des Abribus. Kaws récupère alors les affiches (Calvin Klein, DKNY, Diesel, etc), recouvre les visages de crânes, signe, puis les remet en place discrètement. Il développe aussi un autre personnage : le bendy, crâne prolongé d'un corps de serpent (ou de spermatozoïde ?), qui s'enroule autour du personnage central de l'affiche. Il s'agit bien ici d'un véritable kidnapping visuel où l'artiste phagocyte les icônes de la société de consommation. Les objets du désir imposés par les multinationales deviennent alors d'étranges figures, à la fois morbides (les crânes) et sexuelles (les "bendies" qui enserrent, voir transpercent les corps). Kaws intervient sur des publicités à New York, Londres, Tokyo et Paris. Sarah, de la boutique Colette, soutient activement son travail, et publie Kaws Exposed, un petit livre sur ces détournements de publicité ("ad disruptions").

## Art toys et pop art
À Tokyo, Kaws édite son premier designer toy (aussi appelé art toys). Le Companion a un corps de Mickey, surmonté d'un crâne de pirate, les yeux en x. Le jouet est un succès immédiat auprès des collectionneurs. Il édite ensuite Chum : le même crâne est juché cette fois sur un corps qui rappelle celui du Bibendum de Michelin. À Tokyo toujours, il rencontre Nigo, le créateur de la marque A Bathing Ape. Nigo lui permettra de réaliser le packaging des Product paintings. Une première série de tableaux, tous de dimension 40 × 40 cm, détourne l'imagerie de Simpson (devenus les Kimpson). La seconde série peint en couleur vive sur fond noir les personnages Chum, Accomplice, et des héros détournés inspirés d'Astroboy ou d'Hello Kitty. Chaque tableau est présenté sous un emballage plastique, comme s'il était destiné à être vendu dans un supermarché. Avec ces deux séries, Kaws s'inscrit profondément dans la démarche pop art. Ce travail radical, et fondamental dans sa carrière, est regroupé dans le livre C10, qui reprend le packaging des œuvres.
Parallèlement, Nigo l'aide à ouvrir Original Fake, une boutique qui s'inspire du Pop Shop de Keith Haring. Kaws va alors décliner ses personnages et dessins sous forme de tee-shirts, baskets, écharpes, etc. Ses art toys sont également vendus sur le site. Kaws produit toujours en série très limitée, et chaque objet devient rapidement épuisé. Les art toys, généralement fabriqués à 500 ou 1 000 exemplaires, sont vendus en quelques heures. Kaws a aussi collaboré à divers marques dont A Bathing Ape, Comme Des Garçons, Marc Jacobs, Vans, ou encore Nike, et a participé à la pochette de l'album 808s & Heartbreak du rappeur Kanye West. À partir de 2008, Kaws semble pris d'une frénésie productiviste et décline ses symboles sur des objets aussi futiles que des porte-clés, des cendriers et des tapis de bains!
Lauréat du prix Pernod en 1998, Kaws a exposé à la galerie Parco à Tokyo et Elms Lester à Londres en 2001, à Vancouver en 2002, et lors de l'exposition collective itinérante Beautiful Losers en 2004. Proche de Nigo et Pharrell Williams qui le présente à Emmanuel Perrotin, galeriste de Takashi Murakami et de toute la bande de Kaikai-Kiki, c'est en septembre 2008 à Miami qu'il présente Saturated, une exposition qui décline les figures de Bob L'éponge (rebaptisé Kawsbob) sur des toiles de grand format. Toutes les œuvres de l'exposition sont vendues dès le premier jour, tout comme celles présentées à la galerie Gering & Lopez en novembre 2008 à New York. L'exposition The Long Way Home, présentée à la galerie Honor Fraser à Los Angeles en février 2009. Il s'inspire de Keith Haring, Andy Warhol, Jeff Koons et Takashi Murakami.

## Le bestiaire de Kaws: jouets pour adultes ou sculptures pop?
L’univers de Kaws est peuplé de personnages récurrents. S’inspirant d’icônes de la culture populaire, ils sont à la fois familiers et étranges, voire dérangeants. Existant à l’origine sous forme de croquis ou de dessins, ces personnages se sont matérialisés en 3 dimensions grâce au fabricant Medicom. Produits en éditions limitées (généralement 500 ou 1 000), ces designers toys ou art toys sont considérés par certains comme des jouets pour adultes, par d’autres comme de véritables sculptures. Il faut aussi noter que Kaws a toujours porté une grande attention au packaging. Les figurines, qui s'échangent aujourd'hui sur Ebay jusqu’à dix fois leur prix d’origine, perdent beaucoup de leur valeur si elles sont vendues sans leur boîte.
- Companion (1999) : la démarche des « ad disruptions » est reprise en 3 dimensions : le corps de Mickey est « kidnappé », agrémenté d'une tête de pirate aux yeux en xx.
- Accomplice (2002) : comme il l'a expliqué dans le magazine ANP Quarterly, Kaws souhaitait saper sa propre « street credibility ». Il a donc créé un personnage le plus doux, et le plus ridicule possible : en l'occurrence, le Companion semble s'être glissé dans un costume de lapin !
- Chum (2002) : toujours la tête de pirate aux yeux en xx sur un corps qui rappelle cette fois le bonhomme Michelin.
- Bendy (2003) : la tête de pirate sur un corps de spermatozoïde.
- Companion 5 Years Later (2004) : le corps du personnage de 1999 évolue : il devient plus épais, les jambes plus droites.
- OF Dissected 5YL Companion (2006) : une moitié verticale est celle du Companion 5YL, l'autre est celle du personnage disséqué, muscles et boyaux apparents.
- JPP (2008) : la mascotte de la police japonaise avec les yeux en xx

## Expositions
- du 20 octobre 2016 au 22 janvier 2017: WHERE THE END STARTS[5], musée d'art moderne de Fort Worth.
- 2020: Retrospective National Gallery of Victoria de Melbourne[1],[6]
- 2021: Brooklyn Museum, New York[1]
- du 27 septembre 2023 au 31 mars 2024: Kaws family, musée des beaux arts de l'Ontario[7]

## Record
En 2015, CONTROL devient l'œuvre de graffiti la plus chère du monde, 218 800 €, et détrône les précédents records de JonOne, en 2007, Seen et Banksy.
En 2019 sa cote sur le marché de l'art atteint de nouveaux sommets, avec la vente de :
- The Walk Home (2012), 4,5 millions d’euros,
- In the Woods (2002), version dark de Blanche-Neige, 3,4 millions d’euros.
- Kurf (2008), inspiré des Schtroumpfs, 2,3 millions d’euros.
- Kaws Album, un de ses tableaux inspiré par l’univers des Simpson étant adjugé 14,7 millions de dollars à Hong Kong[10],[11],[12],[9].

## Collaborations
L'artiste Kaws collabore régulièrement avec des marques,,.

### sélection de collaborations
- Jordan (Jordan 4 Kaws) (2017)
- Kaws x Fortnite
- Uniqlo
- Peanuts, avec des motifs à l'effigie de Snoopy
- Kaws x Kanye West 808S & Heartbreak
- Kaws x Pharrell Williams x COMME des Garcons – 2014
- Kaws x Nancy Gonzales – 2016
- Kaws x M&M’s 75th anniversary – 2017
- maison de couture Dior[16].
- Hennessy Cognac Limited Edition – 2011
- Kaws x Supreme – 2011 puis une réédition en 2021
- Kaws x Audemars Piguet : Royal Oak Concept Tourbillon « Companion » en 2024

## Collections
Son travail est dans les collections suivantes
- Modern Art Museum of Fort Worth, Fort Worth, Texas:  Where the end Starts in 2012[17]
- Brooklyn Museum, Brooklyn, NY:  "Along the Way"[18]
- Musee d'art Contemporain de San Diego, San Diego, USA[19]
- One Campus Martius, Detroit, USA: "Waiting"[20],[21]